# Comitatul Laois
Laois (în irlandeză Contae Laoise) este un comitat din Irlanda.